# Route 735 (Nouveau-Brunswick)
Pour les articles homonymes, voir Route 735.
La route 735 est une route locale du Nouveau-Brunswick située dans l'extrême sud-ouest de la province, au nord-ouest de Saint-Stephen. Elle traverse une région essentiellement boisée. De plus, elle mesure 19 kilomètres, et n'est pas pavée sur toute sa longueur, alors que la section au nord de la route 730 est une route de gravier.

## Tracé
La 735 débute à Five Corners, à la jonction des routes 725 et 740, à Five Corners, tout juste au nord de la nouvelle section de la route 1 contournant Saint-Stephen. Elle commence par se diriger vers le nord pendant 13 kilomètres en traversant Mayfield et en étant parallèle aux routes 725 et 740. À Scotch Ridge, elle croise lac route 730, puis devient une route de gravier pour le reste de sa longueur, finissant à un cul-de-sac à la hauteur de la rivière Sainte-Croix, la frontière entre le Canada et les États-Unis. 

## Intersections principales
| route 735              |              |    |                                                       |                                                      |
| Comté                  | Location     | km | Intersection/Destinations                             | Notes                                                |
| Comté de Charlotte     | Five Corners | 0  | R-725 nord, R-740 nord, Lower Little Ridge, Heathland | extrémité sud de la 735                              |
| Comté de Charlotte     | Scotch Ridge | 13 | R-730, Upper Little Ridge, DeWolfe                    | début de la route de gravier                         |
| Comté de Charlotte     | Scotch Ridge | 19 | cul-de-sac                                            | extrémité nord de la 735; fin de la route de gravier |
| Gris: Route de gravier |              |    |                                                       |                                                      |